# Lijst van Zierikzeeënaren
De lijst van Zierikzeeënaren geeft een overzicht van personen uit Zierikzee met een geaccepteerd artikel in de encyclopedie.

## Geboren in Zierikzee
- Levinus Lemnius (1505-1568), geneeskundige en schrijver
- Willem Teellinck (1579-1629), predikant en theoloog
- Job Baster (1711-1775), geneesheer
- Marinus Willem de Jonge van Campensnieuwland (1786-1858), advocaat, rechter en politicus
- Johannes Cornelis de Jonge (1793-1853), politicus, archivaris en geschiedschrijver
- Pieter Hendrik Saaymans Vader (1799-1891), politicus
- Pieter Caland (1826-1902), waterbouwkundige
- Henry Van der Weyde (1838-1924), schilder en fotograaf
- Willem Jan de Bruyne (1854-1905), marineofficier
- J.A. Mulock Houwer (1857-1933), architect en stedenbouwkundige
- Hendrik Albert van IJsselsteyn (1860-1941), ambtenaar en politicus
- Carel Joseph van Kempen (1872-1955), ambtenaar en politicus
- Abraham Johannes Muste (1885-1967), predikant en pacifist
- Hans van Duivendijk (1934), ingenieur en waterbouwkundige
- Rie de Boois (1936-2010), politica
- Hans van den Doel (1937-2012), econoom en politicus
- Fons Luijben (1941), politicus
- Jan Pieter Lokker (1949), politicus
- Adrie Koster (1954), voetballer en voetbaltrainer
- Leo de Later (1955), presentator
- Wim van den Doel (1962), historicus en hoogleraar
- Dolf Roks (1962), voetbaltrainer
- Mirjam de Rooij  (1963), actrice
- Peter van Vossen (1968), voetballer en voetbaltrainer
- Marcel Dost (1969), meerkamper
- Alette Sijbring (1982), waterpoloster
- Anne Terpstra (1991), mountainbiker
- Tika de Jonge (2003), voetballer

Alkmaar · 
Almelo ·
Almere · 
Alphen-Chaam · 
Alphen aan den Rijn ·
Amersfoort · 
Amstelveen · 
Amsterdam · 
Apeldoorn · 
Arnhem · 
Assen ·
Baarn · 
Bergen op Zoom · 
Bilthoven · 
Bolsward · 
Boxtel · 
Breda · 
Bredevoort · 
Brunssum · 
Bussum · 
Delft ·
Den Haag ·
Den Helder · 
Deurne · 
Deventer · 
Doetinchem ·
Dokkum · 
Dordrecht · 
Drachten · 
Ede · 
Eindhoven · 
Emmen · 
Enschede · 
Franeker · 
Geleen · 
Gouda · 
Groenlo ·
Groningen · 
Haarlem · 
Harlingen ·  
Heemstede · 
Heerenveen · 
Heerlen · 
Helmond · 
Hengelo · 
's-Hertogenbosch · 
Hilversum · 
Hoogeveen · 
Hoorn · 
Horst ·
Kampen · 
Kerkrade · 
Leerdam · 
Leeuwarden · 
Leiden · 
Lelystad · 
Maastricht · 
Meppel ·  
Middelburg  ·
Nijkerk · 
Nijmegen · 
Oldenzaal · 
Ommen · 
Oss · 
Rijswijk (Zuid-Holland) · 
Roosendaal · 
Rotterdam · 
Schiedam · 
Sittard · 
Sittard-Geleen · 
Sneek · 
Soest · 
Stadskanaal · 
Tegelen · 
Tiel · 
Tilburg · 
Urk · 
Utrecht · 
Veenendaal · 
Veghel · 
Venlo · 
Venray · 
Vlaardingen · 
Vlissingen · 
Wageningen · 
Warnsveld · 
Weert · 
Winschoten · 
Woerden · 
Zeist · 
Zierikzee · 
Zoetermeer · 
Zutphen · 
Zwolle